# Liste der Bodendenkmäler in Schwabmünchen
Auf dieser Seite sind die Bodendenkmäler in der schwäbischen Stadt Schwabmünchen zusammengestellt. Diese Tabelle ist eine Teilliste der Liste der Bodendenkmäler in Bayern. Grundlage ist die Bayerische Denkmalliste, die auf Basis des Bayerischen Denkmalschutzgesetzes vom 1. Oktober 1973 erstmals erstellt wurde und seither durch das Bayerische Landesamt für Denkmalpflege geführt wird. Die folgenden Angaben ersetzen nicht die rechtsverbindliche Auskunft der Denkmalschutzbehörde.

## Bodendenkmäler der Stadt Schwabmünchen

### Bodendenkmäler in der Gemarkung Klimmach
| Lage                              | Objekt | Akten-Nr.     | Bild |
| --------------------------------- | --- | ------------- | ---- |
| Klimmach (Standort)               | Burgstall des Mittelalters.                                                                                                  | D-7-7730-0011 |      |
| Klimmach (Standort)               | Wallanlage vor- und frühgeschichtlicher Zeitstellung.                                                                        | D-7-7730-0107 |      |
| Klimmach (Standort)               | Mittelalterliche und frühneuzeitliche Befunde im Bereich der Katholischen Pfarr- und Wallfahrtskirche Hl. Kreuz in Klimmach. | D-7-7730-0235 |      |
| Klimmach Schwabmünchen (Standort) | Mittelalterliche und frühneuzeitliche Befunde im Bereich von Schloss Guggenberg und seiner Vorgängerbauten.                  | D-7-7730-0244 |      |

### Bodendenkmäler in der Gemarkung Mittelstetten
| Lage                     | Objekt | Akten-Nr.     | Bild |
| ------------------------ | --- | ------------- | ---- |
| Mittelstetten (Standort) | Frühneuzeitliche Befunde im Bereich des ehemaligen Schlosses. | D-7-7730-0095 |      |
| Mittelstetten (Standort) | Brandgräber vorgeschichtlicher Zeitstellung. | D-7-7730-0103 |      |
| Mittelstetten (Standort) | Siedlung vorgeschichtlicher Zeitstellung. | D-7-7730-0104 |      |
| Mittelstetten (Standort) | Freilandstation des Mesolithikums, Siedlung der Linearbandkeramik, des Spätneolithikums, der Urnenfelderzeit, der Hallstattzeit, der Latènezeit und der römischen Kaiserzeit sowie Körpergräber des frühen Mittelalters. | D-7-7730-0118 |      |
| Mittelstetten (Standort) | Siedlung vorgeschichtlicher Zeitstellung. | D-7-7730-0241 |      |

### Bodendenkmäler in der Gemarkung Schwabegg
| Lage                 | Objekt                                                                                       | Akten-Nr.     | Bild |
| -------------------- | -------------------------------------------------------------------------------------------- | ------------- | ---- |
| Schwabegg (Standort) | Burgstall des Mittelalters.                                                                  | D-7-7830-0016 |      |
| Schwabegg (Standort) | Siedlung der römischen Kaiserzeit.                                                           | D-7-7830-0017 |      |
| Schwabegg (Standort) | Siedlung römischer und mittelalterlicher Zeitstellung.                                       | D-7-7830-0018 |      |
| Schwabegg (Standort) | Siedlung der römischen Kaiserzeit.                                                           | D-7-7830-0019 |      |
| Schwabegg (Standort) | Grabhügel der Bronzezeit.                                                                    | D-7-7830-0020 |      |
| Schwabegg (Standort) | Siedlung römischer Zeitstellung.                                                             | D-7-7830-0021 |      |
| Schwabegg (Standort) | Töpferei der römischen Kaiserzeit.                                                           | D-7-7830-0022 |      |
| Schwabegg (Standort) | Tongruben der römischen Kaiserzeit.                                                          | D-7-7830-0023 |      |
| Schwabegg (Standort) | Straße der römischen Kaiserzeit.                                                             | D-7-7830-0026 |      |
| Schwabegg (Standort) | Viereckschanze der jüngeren Latènezeit.                                                      | D-7-7830-0027 |      |
| Schwabegg (Standort) | Siedlung der Bronzezeit und Urnenfelderzeit, Burgstall des Mittelalters.                     | D-7-7830-0028 |      |
| Schwabegg (Standort) | Mittelalterliche und frühneuzeitliche Befunde im Bereich der ehemalige Kirche von Schwabegg. | D-7-7830-0195 |      |

### Bodendenkmäler in der Gemarkung Schwabmünchen
| Lage                     | Objekt | Akten-Nr.     | Bild |
| ------------------------ | --- | ------------- | ---- |
| Schwabmünchen (Standort) | Grabhügel der Bronzezeit. | D-7-7830-0029 |      |
| Schwabmünchen (Standort) | Straße der römischen Kaiserzeit. | D-7-7830-0030 |      |
| Schwabmünchen (Standort) | Straßentrasse vor- und frühgeschichtlicher oder mittelalterlicher Zeitstellung.                                                                                 | D-7-7830-0035 |      |
| Schwabmünchen (Standort) | Siedlung und Gräber vor- und frühgeschichtlicher Zeitstellung.                                                                                                  | D-7-7830-0036 |      |
| Schwabmünchen (Standort) | Grabhügel vorgeschichtlicher Zeitstellung. | D-7-7830-0037 |      |
| Schwabmünchen (Standort) | Straße der römischen Kaiserzeit. | D-7-7830-0038 |      |
| Schwabmünchen (Standort) | Siedlung vor- und frühgeschichtlicher Zeitstellung. | D-7-7830-0039 |      |
| Schwabmünchen (Standort) | Freilandstation des Mesolithikums, Siedlung des Neolithikums und der Hallstattzeit, Gräber und Siedlung der späten Bronzezeit, Wüstung des frühen Mittelalters. | D-7-7830-0042 |      |
| Schwabmünchen (Standort) | Siedlung der Bronzezeit und der Hallstattzeit, Gräber der späten Bronzezeit, Töpfersiedlung und Gräber der römischen Kaiserzeit.                                | D-7-7830-0045 |      |
| Schwabmünchen (Standort) | Siedlung des Neolithikums und der Bronzezeit, Gräber der römischen Kaiserzeit.                                                                                  | D-7-7830-0047 |      |
| Schwabmünchen (Standort) | Straße der römischen Kaiserzeit. | D-7-7830-0049 |      |
| Schwabmünchen (Standort) | Grabhügel vorgeschichtlicher Zeitstellung. | D-7-7830-0051 |      |
| Schwabmünchen (Standort) | Siedlung der frühen Bronzezeit. | D-7-7830-0052 |      |
| Schwabmünchen (Standort) | Siedlung des Neolithikums. | D-7-7830-0053 |      |
| Schwabmünchen (Standort) | Siedlung des Jungneolithikums und der frühen Bronzezeit. | D-7-7830-0055 |      |
| Schwabmünchen (Standort) | Siedlung des Neolithikums, Siedlung und Gräber der römischen Kaiserzeit.                                                                                        | D-7-7830-0056 |      |
| Schwabmünchen (Standort) | Gräber des Neolithikums, der frühen Bronzezeit und der Hallstattzeit.                                                                                           | D-7-7830-0057 |      |
| Schwabmünchen (Standort) | Körpergräber der frühen Bronzezeit und des frühen Mittelalters.                                                                                                 | D-7-7830-0058 |      |
| Schwabmünchen (Standort) | Brücke der römischen Kaiserzeit. | D-7-7830-0059 |      |
| Schwabmünchen (Standort) | Grabhügel vorgeschichtlicher Zeitstellung. | D-7-7830-0061 |      |
| Schwabmünchen (Standort) | Körpergräber der römischen Kaiserzeit. | D-7-7830-0063 |      |
| Schwabmünchen (Standort) | Töpferei der römischen Kaiserzeit. | D-7-7830-0124 |      |
| Schwabmünchen (Standort) | Siedlung vor- und frühgeschichtlicher und römischer Zeitstellung.                                                                                               | D-7-7830-0140 |      |
| Schwabmünchen (Standort) | Freilandstation des Mesolithikums, Siedlung der Bronzezeit, Urnenfelder- und Latènezeit.                                                                        | D-7-7830-0143 |      |
| Schwabmünchen (Standort) | Siedlung des Alt- und des Jungneolithikums, der Bronzezeit und der römischen Kaiserzeit, Gräber des Jungneolithikums, der Bronzezeit und der Latènezeit.        | D-7-7830-0146 |      |
| Schwabmünchen (Standort) | Straße der römischen Kaiserzeit. | D-7-7830-0164 |      |
| Schwabmünchen (Standort) | Siedlung der römischen Kaiserzeit. | D-7-7830-0179 |      |
| Schwabmünchen (Standort) | Mittelalterliche und frühneuzeitliche Befunde im Bereich der Katholischen Pfarrkirche St. Michael in Schwabmünchen.                                             | D-7-7830-0181 |      |
| Schwabmünchen (Standort) | Mittelalterliche und frühneuzeitliche Befunde im Bereich der Katholischen Kapelle zu Unserer Lieben Frau in Schwabmünchen.                                      | D-7-7830-0182 |      |
| Schwabmünchen (Standort) | Mittelalterliche und frühneuzeitliche Befunde im Bereich der Geyerburg.                                                                                         | D-7-7830-0183 |      |
| Schwabmünchen (Standort) | Mittelalterliche und frühneuzeitliche Befunde im Bereich des ehemaligen Fuggerschlosses.                                                                        | D-7-7830-0184 |      |
| Schwabmünchen (Standort) | Straße der römischen Kaiserzeit. | D-7-7830-0192 |      |